# Tchan Čchi-lung
Tchan Čchi-lung (čínsky pchin-jinem Tán Qǐlóng, znaky zjednodušené 谭启龙; 3. ledna 1913 – 22. ledna 2003) byl čínský komunistický politik, účastník války s Japonskem i občanské války, po vzniku Čínské lidové republiky pracoval ve vedoucích funkcích v provincii Če-ťiang, postupně byl prvním tajemníkem provinčního výboru KS Číny a/nebo předsedou vlády (guvernérem, případně předsedou revolučního výboru) v Če-ťiangu (1952–1955), Šan-tungu (1958–1967), opět Če-ťiangu (1973–1977), Čching-chaji (1977–1979) a S’-čchuanu (1980–1983). Byl dlouholetým členem širšího vedení KS Číny jako kandidát (1956–1967 a 1969–1973) a člen (1973–1985) ústředního výboru a člen ústřední poradní komise (1985–1992).

## Život
Tchan Čchi-lung se narodil 3. ledna 1913 v okresu Jung-sin na jihozápadě provincie Ťiang-si. V roce 1928 vstoupil do Komunistického svazu mládeže Číny a v roce 1933 se stal členem Komunistické strany Číny. Zapojil se do občanské války, působil v partyzánském oddílu v rodném okrese, pracoval ve svazu mládeže, vedl okresní a regionální organizaci mladých pionýrů, propracoval se mezi členy sovětské vlády v regionu – sovětské oblasti Siang-Kan, později sovětské oblasti Siang-E-Kan.
Roku 1940 přešel do jižního An-chueje, kde vedl tamní stranickou organizaci, roku 1941 byl přeložen do Šanghaje, kde se podílel na ilegální činnosti komunistické strany. Roku 1942 se v čele více než stočlenné skupiny přesunul (po moři) na východ provincie Če-ťiang, kde se skupina stala jádrem partyzánského hnutí, přičemž Tchan Čchi-lung byl politickým komisařem oddílu, později rozšířeného, roku 1945 reorganizovaného v 2. kolonu Nové 4. armády. Na podzim 1945 byla jeho kolona, celkem více než 15 tisíc osob, stažena na sever provincie Ťiang-su, kde se začlenila do vojsk Nové 4. armády, resp. Šantungské polní armády, později Východočínské polní armády. Tchan Čchi-lung i nadále působil jako politický komisař na úrovni kolony, sboru a nakonec zástupce komisaře 7. armády a také zástupce tajemníka anchuejského provinčního výboru KS Číny.
Se svými vojsky se podílel na obsazení provincie Če-ťiang, ve které se stal zástupcem tajemníka provinčního výboru KS Číny (květen 1949 – srpen 1952) a současně zástupcem politického komisaře čeťiangské vojenské oblasti. Po ustavení východočínského vojensko-administrativního výboru v březnu 1950 byl vybrán mezi jeho členy (do ledna 1953) a od září 1951 byl i místopředsedou čeťiangské lidové vlády. V srpnu 1952 povýšil na tajemníka čeťiangského provinčního výboru KS Číny a v listopadu téhož roku na předsedu čeťiangské vlády (do ledna 1955), stal se tak nejvyšším představitelem provincie po stranické i vládní linii.
V srpnu 1954 ho ve vedení strany v Če-ťiangu nahradil Ťiang Chua, Tchan Čchi-lung odjel do provincie Šan-tung, kde v prosinci 1954 převzal funkci úřadujícího předsedy vlády (namísto Kchang Šenga, úřad vykonával do března 1955, kdy byl šantungským guvernérem zvolen Čao Ťien-min) a od ledna 1955 i druhého tajemníka šantungského provinčního výboru KS Číny. Na VIII. sjezdu KS Číny v září 1956 byl zvolen kandidátem ústředního výboru (znovuzvolen 1969, kandidátem byl do X. sjezdu roku 1973), od září 1956 byl jedním z tajemníků šantungského provinčního výboru KS Číny. Od listopadu 1958 do prosince 1963 byl guvernérem Šan-tungu, koncem roku 1958 byl také zvolen poslancem Všečínského shromáždění lidových zástupců (znovuzvolen roku 1964). V dubnu 1961 převzal funkci prvního tajemníka šantungského provinčního výboru KS Číny a byl jmenován i politickým komisařem Ťinanského vojenského okruhu a v lednu 1966 se stal i tajemníkem východočínského byra ÚV KS Číny.
Během kulturní revoluce byl kritizován a v únoru 1967 se musel vzdát politických funkcí a úřadů, byl vězněn a mučen. Nicméně na IX. sjezdu KS Číny v dubnu 1969 byl znovuzvolen kandidátem ústředního výboru, propuštěn, a na podzim 1970 poslán do Fu-ťienu, kde převzal funkci jednoho z tajemníků provinčního výboru KS Číny a později i místopředsedy revolučního výboru provincie. V říjnu 1972 se vrátil do Če-ťiangu, také jako jeden z tajemníků provinčního výboru, a od května 1973 jako první tajemník, předseda revolučního výboru provincie a první politický komisař provinční vojenské oblasti. Na X. sjezdu KS Číny v srpnu 1973 byl zvolen členem ústředního výboru (znovuzvolen 1977 a 1982).
V únoru 1977 byl přeložen do provincie Čching-chaj, přičemž byl zvolen a jmenován do stejné trojice nejvyšších funkcí - první tajemník provinčního výboru KS Číny (do prosince 1979), předseda provinčního revolučního výboru (do dubna 1979) a první politický komisař provinční vojenské oblasti. V prosinci 1977 byl zvolen i předsedou čchingchajského provinčního výboru Čínského lidového politického poradního shromáždění (do září 1979) a v únoru 1978 poslancem Všečínského shromáždění lidových zástupců. Od srpna 1979 nakrátko vedl i čchingchajské provinční lidové shromáždění.
V prosinci 1979 odešel z Čching-chaje, když byl poslán do S’-čchuanu, kde (v souvislosti s přechodem Čao C’-janga do Pekingu) převzal funkci druhého tajemníka provinčního výboru KS Číny a v březnu 1980 byl zvolen prvním tajemníkem s’čchuanského provinčního výboru KS Číny. Jak bylo v té době obvyklé, stal se i prvním politickým komisařem provinční vojenské oblasti.
V únoru 1983 ho ve vedení s’chuanské stranické organizace nahradil Jang Žu-taj. Při reorganizaci vedení strany v září 1985 spojeném s rezignací řady starých funkcionářů se i Tchan Čchi-lung vzdal členství v ústředním výboru a náhradou byl zvolen členem ústřední poradní komise, do komise byl znovu zvolen na XIII. sjezdu KS Číny roku 1987, členem komise zůstal do jejího zrušení XIV. sjezdem roku 1992.
Zemřel 22. ledna 2003 ve věku 90 let v Ťi-nanu v provincii Šan-tung.